# Pennautier
Pennautier , en occitan Puègnautièr, est une commune française, située dans le nord-ouest du département de l'Aude en région Occitanie.
Sur le plan historique et culturel, la commune fait partie du Carcassès, un pays centré sur la ville de Carcassonne, entre les prémices du Massif central et les contreforts pyrénéens. Exposée à un climat méditerranéen, elle est drainée par le Fresquel et par divers autres petits cours d'eau. La commune possède un patrimoine naturel remarquable composé d'une zone naturelle d'intérêt écologique, faunistique et floristique.
Pennautier est une commune rurale qui compte 2 875 habitants en 2022, après avoir connu une forte hausse de la population depuis 1975. Elle appartient à l'unité urbaine de Pennautier et fait partie de l'aire d'attraction de Carcassonne. Ses habitants sont appelés les Pennautierois ou  Pennautieroises.
Ses habitants sont les Pennautierois.
Le patrimoine architectural de la commune comprend un immeuble protégé au titre des monuments historiques : le château, inscrit en 1989.

## Géographie
Commune de l'aire urbaine de Carcassonne située sur le Fresquel et sur la Méridienne verte à 4 km au nord-ouest de Carcassonne.

### Communes limitrophes

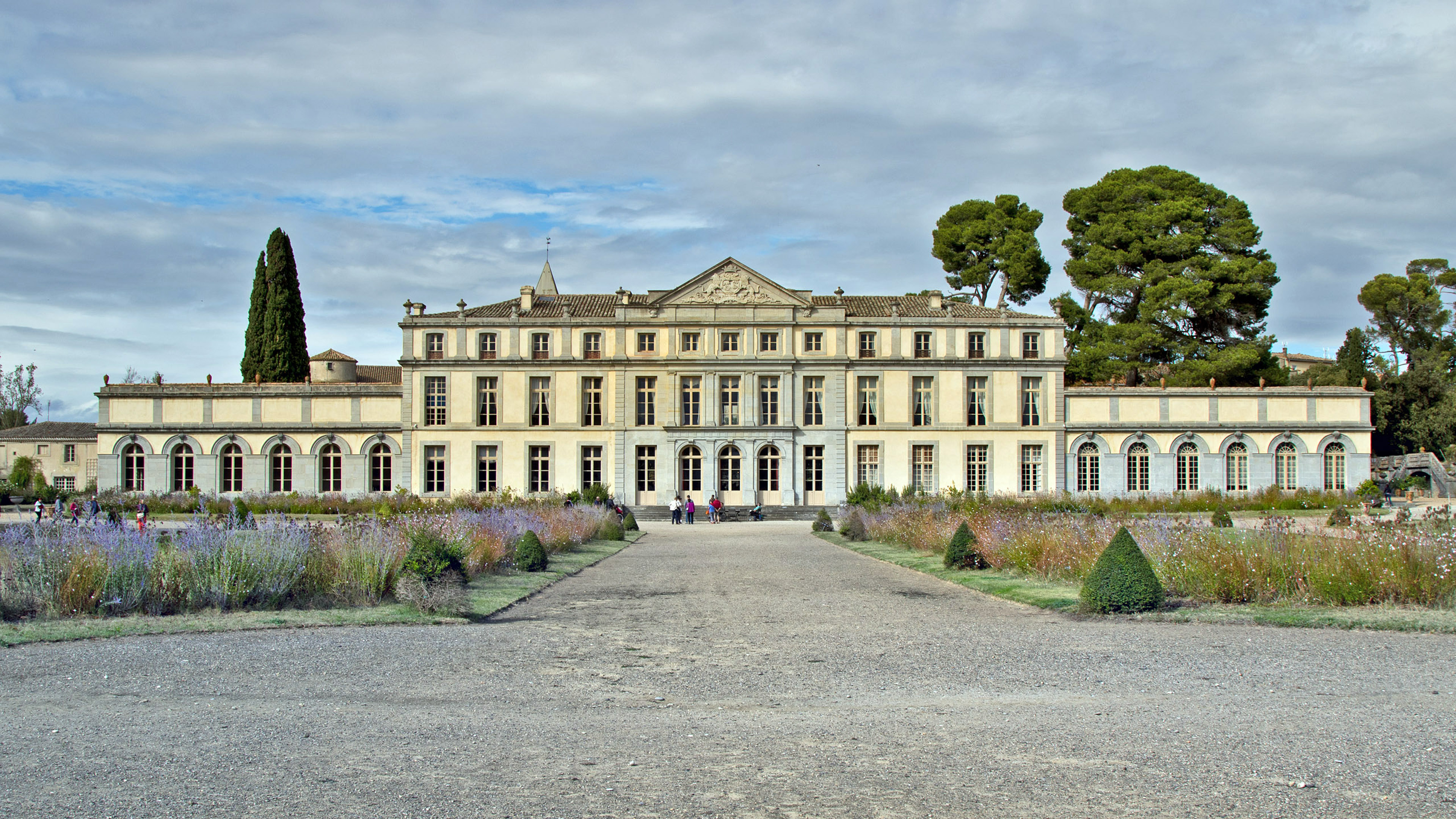
Le château de Pennautier.

Les communes limitrophes sont Aragon, Carcassonne, Pezens, Ventenac-Cabardès, Villegailhenc et Villemoustaussou.
| Ventenac-Cabardès | Aragon      | Villegailhenc    |
| Pezens            | Pennautier  | Villemoustaussou |
|                   | Carcassonne |                  |

### Hydrographie
La commune est dans la région hydrographique « Côtiers méditerranéens », au sein du bassin hydrographique Rhône-Méditerranée-Corse. Elle est drainée par le Fresquel, le ruisseau de Bellarot, le ruisseau de Conquet, le ruisseau de Garille, le ruisseau de la Dussaude, le ruisseau de Malrégas, le ruisseau de Merdeau, le ruisseau de Moure, le ruisseau des Albarels, le ruisseau des Plos, le ruisseau des Saumes et le ruisseau d'Huniac, qui constituent un réseau hydrographique de 18 km de longueur totale,.
Le Fresquel, d'une longueur totale de 63 km, prend sa source dans la commune de Baraigne et s'écoule d'ouest en est. Il traverse la commune et se jette dans l'Aude à Carcassonne, après avoir traversé 22 communes.

### Climat
Pour des articles plus généraux, voir Climat de l'Occitanie et Climat de l'Aude.
En 2010, le climat de la commune est de type climat du Bassin du Sud-Ouest, selon une étude s'appuyant sur une série de données couvrant la période 1971-2000. En 2020, Météo-France publie une typologie des climats de la France métropolitaine dans laquelle la commune est exposée à un climat océanique altéré et est dans la région climatique Aquitaine, Gascogne, caractérisée par une pluviométrie abondante au printemps, modérée en automne, un faible ensoleillement au printemps, un été chaud (19,5 °C), des vents faibles, des brouillards fréquents en automne et en hiver et des orages fréquents en été (15 à 20 jours).
Pour la période 1971-2000, la température annuelle moyenne est de 13,8 °C, avec une amplitude thermique annuelle de 15,9 °C. Le cumul annuel moyen de précipitations est de 649 mm, avec 8,7 jours de précipitations en janvier et 4,6 jours en juillet. Pour la période 1991-2020, la température moyenne annuelle observée sur la station météorologique la plus proche, située sur la commune de Ventenac-Cabardès à 4 km à vol d'oiseau, est de 14,4 °C et le cumul annuel moyen de précipitations est de 774,1 mm,. Pour l'avenir, les paramètres climatiques de la commune estimés pour 2050 selon différents scénarios d’émission de gaz à effet de serre sont consultables sur un site dédié publié par Météo-France en novembre 2022.

### Milieux naturels et biodiversité

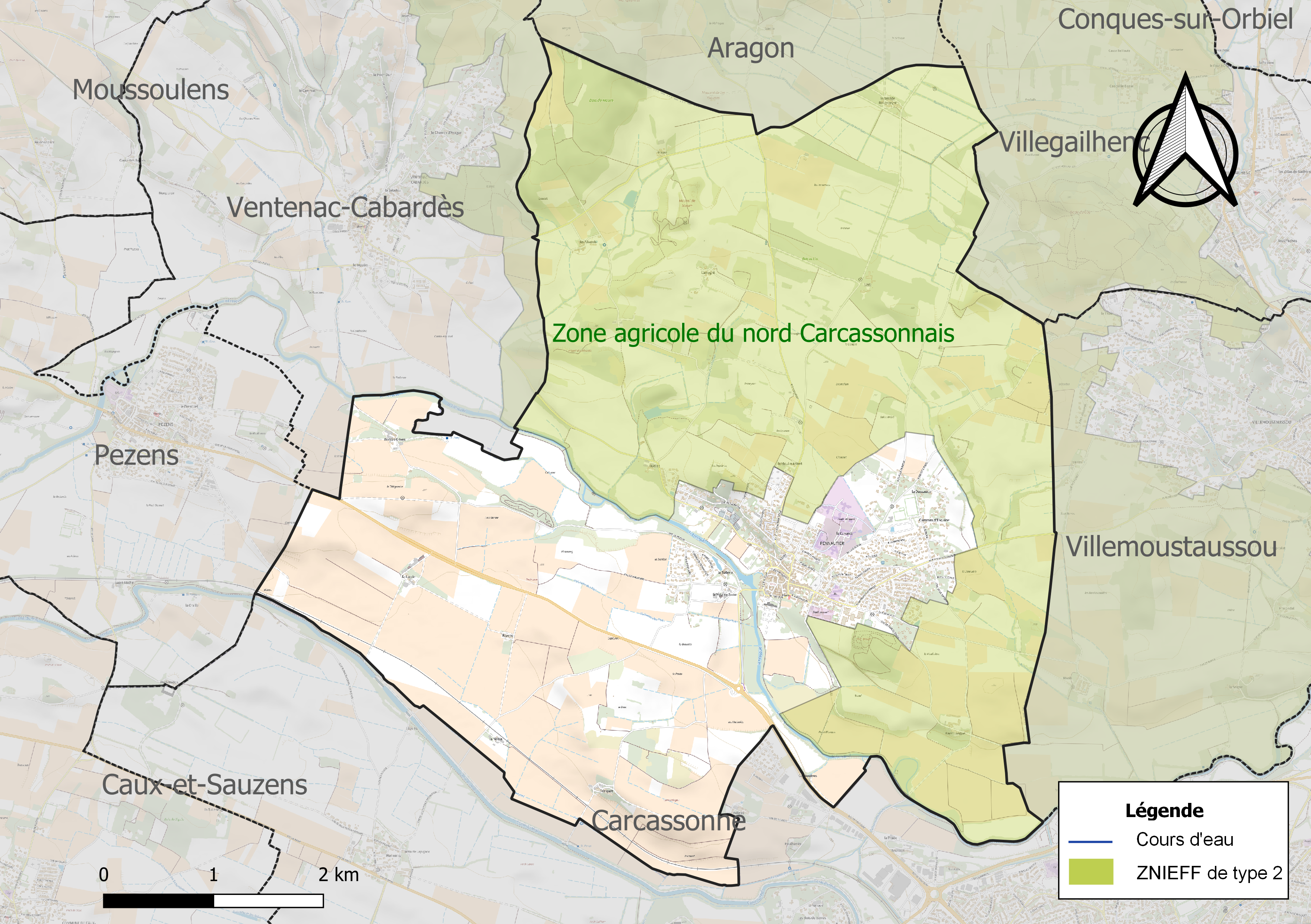
Carte de la ZNIEFF de type 2 localisée sur la commune.

L’inventaire des zones naturelles d'intérêt écologique, faunistique et floristique (ZNIEFF) a pour objectif de réaliser une couverture des zones les plus intéressantes sur le plan écologique, essentiellement dans la perspective d’améliorer la connaissance du patrimoine naturel national et de fournir aux différents décideurs un outil d’aide à la prise en compte de l’environnement dans l’aménagement du territoire.
Une ZNIEFF de type 2 est recensée sur la commune :
la « zone agricole du nord Carcassonnais » (2 661 ha), couvrant 5 communes du département.

## Urbanisme

### Typologie
Au 1er janvier 2024, Pennautier est catégorisée bourg rural, selon la nouvelle grille communale de densité à 7 niveaux définie par l'Insee en 2022.
Elle appartient à l'unité urbaine de Pennautier, une unité urbaine monocommunale constituant une ville isolée,. Par ailleurs la commune fait partie de l'aire d'attraction de Carcassonne, dont elle est une commune de la couronne,. Cette aire, qui regroupe 115 communes, est catégorisée dans les aires de 50 000 à moins de 200 000 habitants,.

### Occupation des sols
L'occupation des sols de la commune, telle qu'elle ressort de la base de données européenne d’occupation biophysique des sols Corine Land Cover (CLC), est marquée par l'importance des territoires agricoles (85 % en 2018), en diminution par rapport à 1990 (88 %). La répartition détaillée en 2018 est la suivante : 
cultures permanentes (72,1 %), zones urbanisées (7,3 %), terres arables (6,5 %), zones agricoles hétérogènes (6,1 %), milieux à végétation arbustive et/ou herbacée (4,6 %), forêts (2,8 %), zones industrielles ou commerciales et réseaux de communication (0,4 %), prairies (0,3 %). L'évolution de l’occupation des sols de la commune et de ses infrastructures peut être observée sur les différentes représentations cartographiques du territoire : la carte de Cassini (XVIIIe siècle), la carte d'état-major (1820-1866) et les cartes ou photos aériennes de l'IGN pour la période actuelle (1950 à aujourd'hui).

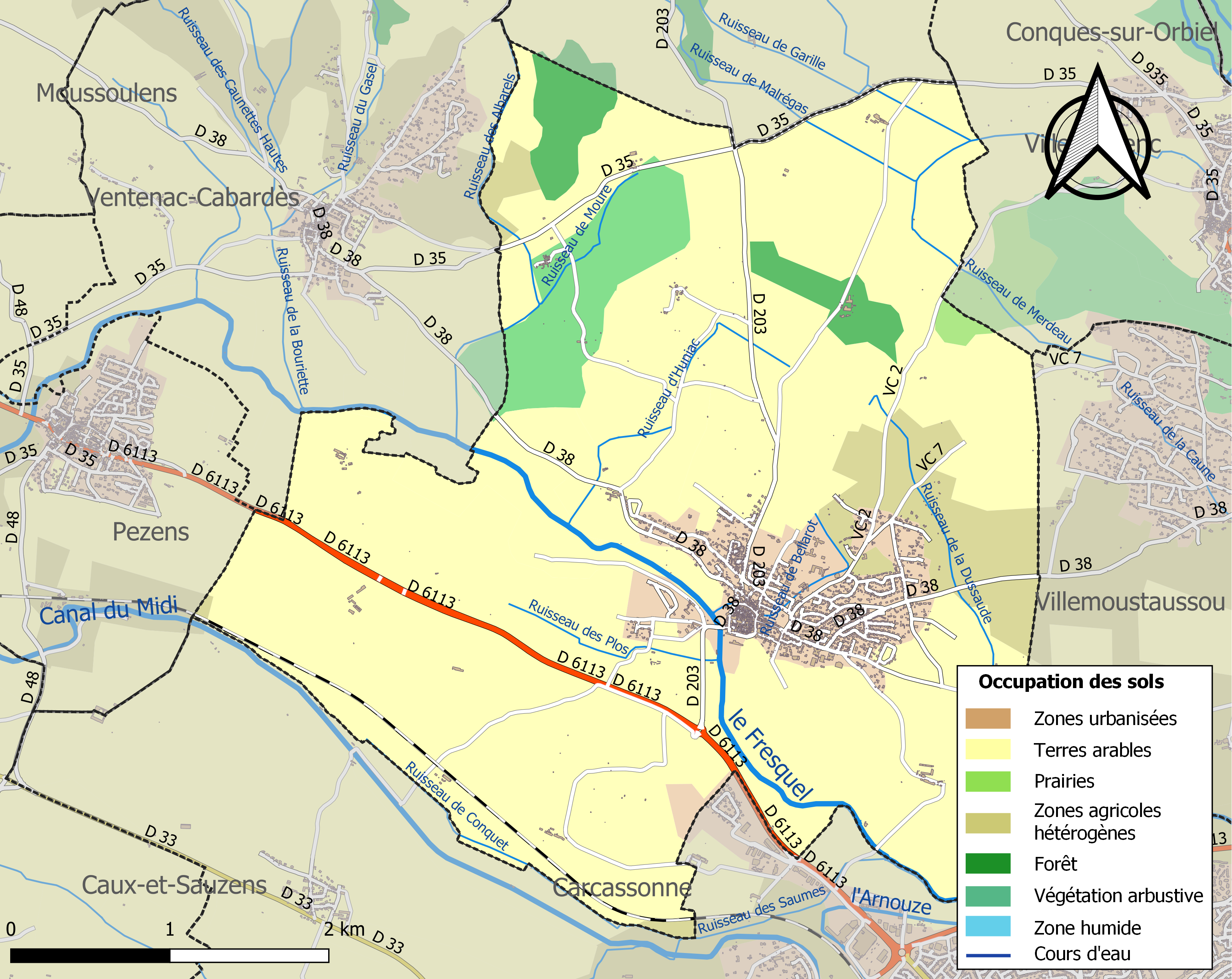
Carte des infrastructures et de l'occupation des sols de la commune en 2018 (CLC).

### Risques majeurs
Le territoire de la commune de Pennautier est vulnérable à différents aléas naturels : météorologiques (tempête, orage, neige, grand froid, canicule ou sécheresse), inondations, feux de forêts et séisme (sismicité très faible). Il est également exposé à deux risques technologiques, le transport de matières dangereuses et la rupture d'un barrage. Un site publié par le BRGM permet d'évaluer simplement et rapidement les risques d'un bien localisé soit par son adresse soit par le numéro de sa parcelle.

#### Risques naturels
Certaines parties du territoire communal sont susceptibles d’être affectées par le risque d’inondation par débordement de cours d'eau, notamment le Fresquel. La commune a été reconnue en état de catastrophe naturelle au titre des dommages causés par les inondations et coulées de boue survenues en 1982, 1985, 1992, 1996, 1999, 2004, 2005, 2009, 2018 et 2020,.

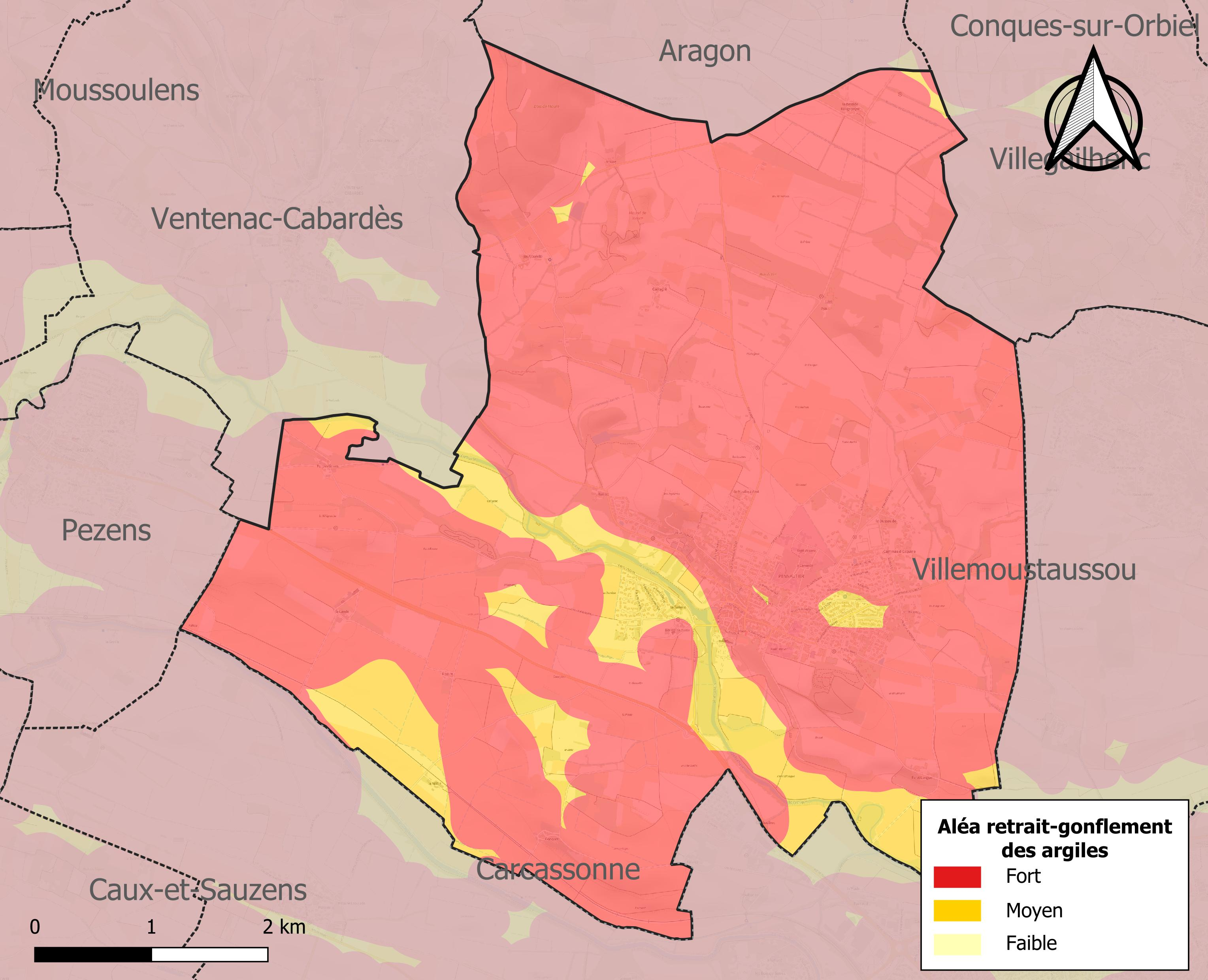
Carte des zones d'aléa retrait-gonflement des sols argileux de Pennautier.

Le retrait-gonflement des sols argileux est susceptible d'engendrer des dommages importants aux bâtiments en cas d’alternance de périodes de sécheresse et de pluie. La totalité de la commune est en aléa moyen ou fort (75,2 % au niveau départemental et 48,5 % au niveau national). Sur les 1 082 bâtiments dénombrés sur la commune en 2019, 1082 sont en aléa moyen ou fort, soit 100 %, à comparer aux 94 % au niveau départemental et 54 % au niveau national. Une cartographie de l'exposition du territoire national au retrait gonflement des sols argileux est disponible sur le site du BRGM,.

#### Risques technologiques
Le risque de transport de matières dangereuses sur la commune est lié à sa traversée par une route à fort trafic et une ligne de chemin de fer. Un accident se produisant sur de telles infrastructures est en effet susceptible d’avoir des effets graves au bâti ou aux personnes jusqu’à 350 m, selon la nature du matériau transporté. Des dispositions d’urbanisme peuvent être préconisées en conséquence.
La commune est en outre située en aval du barrage de Laprade, de classe A, mis en eau en 1984, d’une hauteur de 30,9 mètres et retenant un volume de 8,8 millions de mètres cubes. À ce titre elle est susceptible d’être touchée par l’onde de submersion consécutive à la rupture de cet ouvrage.

## Histoire
- Pennautier a été chef-lieu de canton durant la Révolution (de 1790 au 8 pluviôse an IX (28 janvier 1801).
- Pennautier a absorbé Labastide-Rougepeyre entre 1790 et 1794.

## Démographie
| 1793  | 1800  | 1806  | 1821  | 1831  | 1836  | 1841  | 1846  | 1851  |
| ----- | ----- | ----- | ----- | ----- | ----- | ----- | ----- | ----- |
| 1 214 | 1 230 | 1 229 | 1 198 | 1 214 | 1 292 | 1 262 | 1 263 | 1 215 |

| 1856  | 1861  | 1866  | 1872  | 1876  | 1881  | 1886  | 1891  | 1896  |
| ----- | ----- | ----- | ----- | ----- | ----- | ----- | ----- | ----- |
| 1 165 | 1 135 | 1 190 | 1 148 | 1 160 | 1 194 | 1 167 | 1 124 | 1 084 |

| 1901  | 1906  | 1911  | 1921  | 1926  | 1931  | 1936  | 1946  | 1954  |
| ----- | ----- | ----- | ----- | ----- | ----- | ----- | ----- | ----- |
| 1 104 | 1 070 | 1 040 | 1 016 | 1 004 | 1 053 | 1 104 | 1 014 | 1 006 |

| 1962  | 1968  | 1975  | 1982  | 1990  | 1999  | 2006  | 2011  | 2016  |
| ----- | ----- | ----- | ----- | ----- | ----- | ----- | ----- | ----- |
| 1 076 | 1 245 | 1 275 | 1 375 | 1 936 | 2 253 | 2 434 | 2 442 | 2 515 |

| 2021  | 2022  | - | - | - | - | - | - | - |
| ----- | ----- | - | - | - | - | - | - | - |
| 2 795 | 2 875 | - | - | - | - | - | - | - |

## Économie

### Revenus
En 2018  (données Insee publiées en septembre 2021), la commune compte 1 054 ménages fiscaux, regroupant 2 512 personnes. La médiane du revenu disponible par unité de consommation est de 21 130 € (19 240 € dans le département). 45 % des ménages fiscaux sont imposés (39,9 % dans le département).

### Emploi
| Division       | 2008   | 2013   | 2018   |
| -------------- | ------ | ------ | ------ |
| Commune        | 7,4 %  | 9,1 %  | 10 %   |
| Département    | 10,2 % | 12,8 % | 12,6 % |
| France entière | 8,3 %  | 10 %   | 10 %   |

En 2018, la population âgée de 15 à 64 ans s'élève à 1 572 personnes, parmi lesquelles on compte 71,2 % d'actifs (61,2 % ayant un emploi et 10 % de chômeurs) et 28,8 % d'inactifs,. En  2018, le taux de chômage communal (au sens du recensement) des 15-64 ans est inférieur à celui du département, mais supérieur à celui de la France, alors qu'en 2008 il était inférieur à celui de la France.
La commune fait partie de la couronne de l'aire d'attraction de Carcassonne, du fait qu'au moins 15 % des actifs travaillent dans le pôle,. Elle compte 694 emplois en 2018, contre 700 en 2013 et 541 en 2008. Le nombre d'actifs ayant un emploi résidant dans la commune est de 972, soit un indicateur de concentration d'emploi de 71,4 % et un taux d'activité parmi les 15 ans ou plus de 52,2 %.
Sur ces 972 actifs de 15 ans ou plus ayant un emploi, 284 travaillent dans la commune, soit 29 % des habitants. Pour se rendre au travail, 84,1 % des habitants utilisent un véhicule personnel ou de fonction à quatre roues, 1,7 % les transports en commun, 10,4 % s'y rendent en deux-roues, à vélo ou à pied et 3,7 % n'ont pas besoin de transport (travail au domicile).

### Activités hors agriculture
143 établissements sont implantés  à Pennautier au 31 décembre 2019. Le tableau ci-dessous en détaille le nombre par secteur d'activité et compare les ratios avec ceux du département,.
| Secteur d'activité                                                                                        | Commune | Commune | Département |
| Secteur d'activité                                                                                        | Nombre  | %       | %           |
| --- | ------- | ------- | ----------- |
| Ensemble                                                                                                  | 143     | 100 %   | (100 %)     |
| Industrie manufacturière, industries extractives et autres                                                | 8       | 5,6 %   | (8,8 %)     |
| Construction                                                                                              | 28      | 19,6 %  | (14 %)      |
| Commerce de gros et de détail, transports, hébergement et restauration                                    | 29      | 20,3 %  | (32,3 %)    |
| Information et communication                                                                              | 1       | 0,7 %   | (1,6 %)     |
| Activités financières et d'assurance                                                                      | 3       | 2,1 %   | (2,7 %)     |
| Activités immobilières                                                                                    | 30      | 21 %    | (5,2 %)     |
| Activités spécialisées, scientifiques et techniques et activités de services administratifs et de soutien | 17      | 11,9 %  | (13,3 %)    |
| Administration publique, enseignement, santé humaine et action sociale                                    | 16      | 11,2 %  | (13,2 %)    |
| Autres activités de services                                                                              | 11      | 7,7 %   | (8,8 %)     |

Le secteur des activités immobilières est prépondérant sur la commune puisqu'il représente 21 % du nombre total d'établissements de la commune (30 sur les 143 entreprises implantées  à Pennautier), contre 5,2 % au niveau départemental.

### Agriculture
La commune est dans la « Région viticole » de l'Aude, une petite région agricole occupant une grande partie centrale du département, également dénommée localement « Corbeilles Minervois et Carcasses-Limouxin ». En 2020, l'orientation technico-économique de l'agriculture  sur la commune est la viticulture.
|               | 1988  | 2000 | 2010 | 2020 |
| ------------- | ----- | ---- | ---- | ---- |
| Exploitations | 47    | 29   | 29   | 25   |
| SAU (ha)      | 1 625 | 1568 | 1551 | 1420 |

Le nombre d'exploitations agricoles en activité et ayant leur siège dans la commune est passé de 47 lors du recensement agricole de 1988  à 29 en 2000 puis à 29 en 2010 et enfin à 25 en 2020, soit une baisse de 47 % en 32 ans. Le même mouvement est observé à l'échelle du département qui a perdu pendant cette période 60 % de ses exploitations,. La surface agricole utilisée sur la commune a également diminué, passant de 1 625 ha en 1988 à 1 420 ha en 2020. Parallèlement la surface agricole utilisée moyenne par exploitation a augmenté, passant de 35 à 57 ha.

## Culture locale et patrimoine

### Lieux et monuments
- Sépultures mégalithiques du Bois de Moure : une allée couverte et un tumulus datés du Chalcolithique. Jean Guilaine et Albert Blanc les situent à la jonction des 3 communes de Ventenac-Cabardès, Aragon et Pennautier. Ils ont étudié une allée couverte et à 200 m au nord, un tumulus recélant deux sépultures, construits par les hommes de la Culture de Véraza (fin du néolithique et chalcolithique).
- Château de Pennautier.
- Église Saint-André de Pennautier.

### Personnalités liées à la commune
- Pierre Louis Reich de Pennautier (1614-1711), trésorier des États du Languedoc, compromis dans l'affaire des poisons.
- Amédée Guesclin de Beynaguet de Pennautier (1803-1857), agronome, militaire, homme politique né à Pennautier, maire de Domaize, député du Puy-de-Dôme de 1852 jusqu'à sa mort en 1857.
- Émile Lades-Gout (1821-1893), maire de Pennautier, sénateur de l'Aude.

### Héraldique
| Blason de Pennautier | Blason  | D’azur aux deux roses d’or rangées en pal, au bâton de gueules brochant sur le tout, au chef du même chargé de trois bandes aussi d’or. |
| Blason de Pennautier | Détails | Le statut officiel du blason reste à déterminer.                                                                                        |